# مکولی بون
مکولی بون (انگلیسی: Macauley Bonne؛ زادهٔ ۲۶ اکتبر ۱۹۹۵) بازیکن فوتبال اهل بریتانیا است.
از باشگاه‌هایی که در آن بازی کرده‌است می‌توان به باشگاه فوتبال کولچستر یونایتد اشاره کرد.
وی همچنین در تیم‌های ملی فوتبال زیمبابوه، و زیمبابوه، بازی کرده‌است.